# The Look of Love (canción de Madonna)
«The Look of Love» es una canción interpretada por la cantante estadounidense Madonna, perteneciente a la banda sonora de la película ¿Quién es esa chica? (1987). La compañía discográfica Sire Records, filial de Warner Bros., la publicó como el tercer y último sencillo del álbum el 25 de noviembre de 1987. Durante el rodaje de la película, entonces llamada Slammer, Madonna solicitó al productor Patrick Leonard una canción de ritmo lento que capturase la naturaleza de su personaje. Posteriormente, ella añadió la letra y la voz en la maqueta que había elaborado Leonard y creó «The Look of Love». La cantante se inspiró en el actor James Stewart en la película La ventana indiscreta (1954).
La canción, que cuenta con instrumentos de percusión, comienza con una línea de sintetizador bajo y una melodía lenta, sobre la cual la intérprete comienza a cantar. Los críticos musicales la elogiaron como una canción evocadora y una «joya» del álbum. Desde el punto de vista comercial, llegó a las diez primeras posiciones en Bélgica, Irlanda, Países Bajos y el Reino Unido, y al top 40 en Alemania, Francia y Suiza. Madonna interpretó el tema únicamente en la gira Who's That Girl World Tour en 1987. Durante la actuación, fingió que se perdía en el escenario, al igual que su personaje cinematográfico. Posteriormente, figuró en los álbumes de vídeo Ciao Italia: Live from Italy y Who's That Girl? - Live In Japan.

## Antecedentes y desarrollo

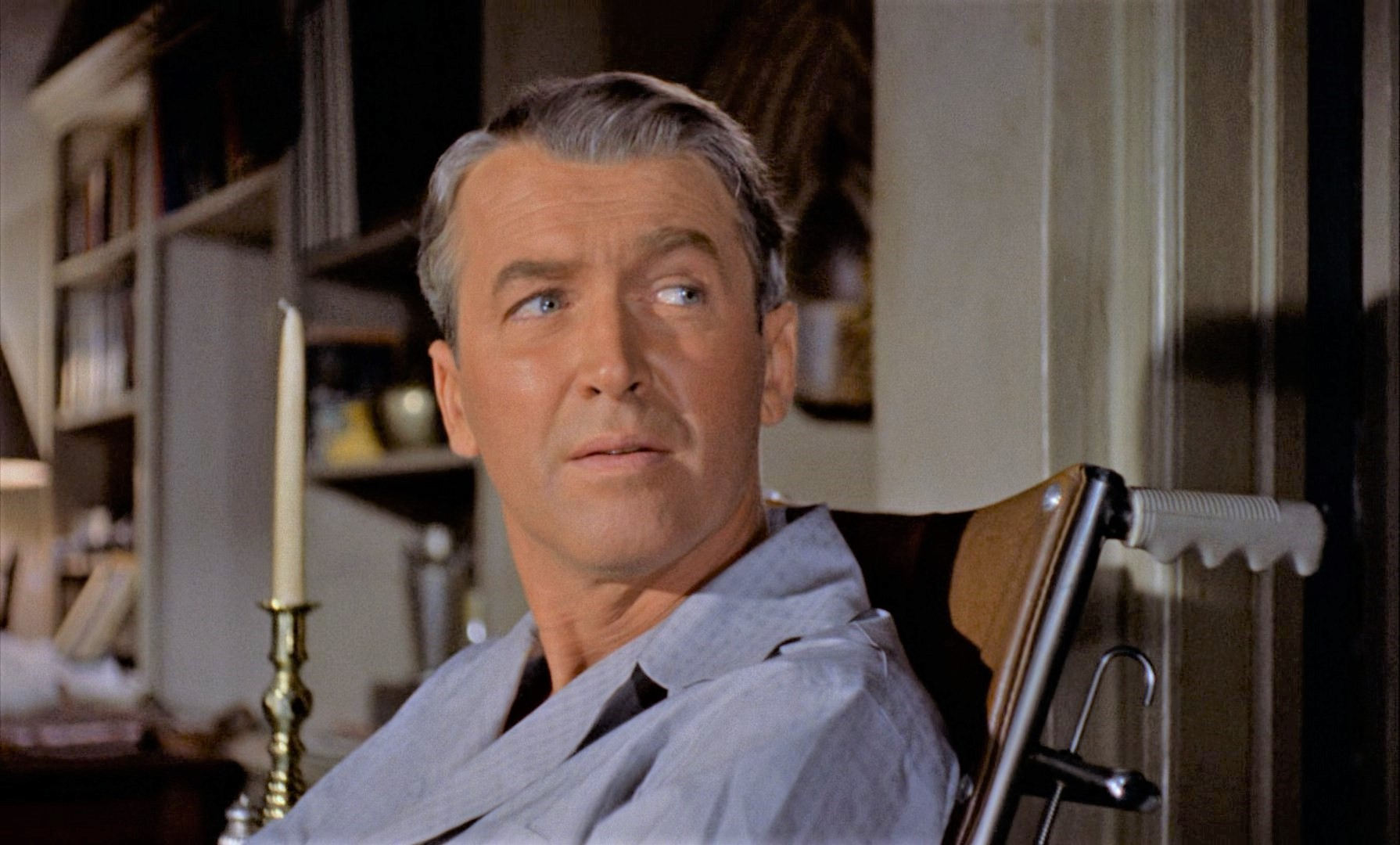
La actuación de James Stewart en la película de 1954 La ventana indiscreta (fotografía) inspiró a Madonna en la composición de «The Look of Love»

En 1986, Madonna estaba filmando su tercera película como protagonista, ¿Quién es esa chica?, conocida en ese entonces como Slammer. Con el fin crear las canciones para la banda sonora, contactó a Patrick Leonard y Stephen Bray, quienes habían compuesto y producido su tercer álbum de estudio, True Blue (1986); la cantante les explicó que necesitaba una canción de ritmo rápido y otra lenta. Un jueves, Leonard compuso el estribillo de las canciones y le entregó la cinta a Madonna, quien acabó las melodías y las letras en la trastienda del estudio, mientras que el primero trabajaba en otras partes. La canción uptempo fue «Who's That Girl», el primer sencillo de la banda sonora, y el tema lento, compuesto el día después, fue «The Look of Love». Tiempo después, Madonna cambió el nombre de la película a Who's That Girl?, en lugar de Slammer, al considerar que sería un mejor título. En cuanto a la creación de las canciones, explicó:

Tenía algunas ideas muy específicas en mente, música que fuera interesante en sí misma, además de acompañar y acentuar la acción que sucede en la pantalla, y la única manera de hacer eso realidad era colaborar en la letra de las canciones. [...] Los temas no son necesariamente sobre Nikki [su nombre del personaje en la película] o escritos para ser cantados por alguien como ella, pero el espíritu de la música captura la esencia de la película y los personajes, creo yo.

Madonna se inspiró en la manera en que el actor James Stewart miraba a la actriz Grace Kelly en la película La ventana indiscreta (1954). Dijo al respecto: «No puedo describirlo, pero es así como me gusta que me mire quien me ama. Con una expresión pura de amor y admiración. Como entregándose. Irresistiblemente». «The Look of Love» se publicó como el tercer y último sencillo de la banda sonora en Europa; no estuvo a la venta en los Estados Unidos. «I Know It», una canción perteneciente a su álbum debut homónimo, se añadió en el lado B. En 1989, fue utilizado como cara B en el lanzamiento del sencillo «Express Yourself».

## Composición
«The Look of Love» está compuesta en un compás de 4/4, en la tonalidad de re menor y con un tempo moderado de 80 pulsaciones por minuto. Comienza con una línea de sintetizador bajo y una melodía lenta de acompañamiento; seguidamente, se inicia la percusión y una nota sostenida de registro alto, que contrasta con la línea de bajo. En el último verso, aparece el sonido de una guitarra acústica. La línea No where to run, no place to hide («No hay donde correr, ningún lugar donde esconderse») se canta a dos voces. Según Rikky Rooksby, autor de The Complete Guide to the Music of Madonna, la voz de Madonna suena «expresiva» cuando canta el verso From the look of love («Desde la mirada del amor») y pronuncia la palabra «mirada» durante un acorde de re menor en una nota superior de la escala musical, lo que le da así una impresión de suspensión del acorde de novena menor al disociarlo de la armonía de las otras notas. El registro vocal de la cantante abarca desde las notas do5 hasta si♭3. Sigue la progresión armónica de do–re menor–fa menor–si.

## Recepción crítica

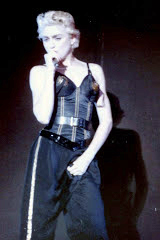
Madonna cantando el tema en el Who's That Girl World Tour (1987)

Rikky Rooksby la llamó la «otra joya» del álbum, junto con «Causing a Commotion» y la denota como «una canción expresiva, subestimada». Por su parte, John Evan Seery, en Political Theory for Mortals: Shades of Justice, Images of Death, comentó que «ilustra la disciplina con que Madonna aplica sus ideas». Sin embargo, Brian Hadden, de la revista Time, la encontró «deprimente». Tiju Francis de Vibe escribió: «Para una canción de título tan corriente, la interpretación de Madonna ofrece al menos algo un poco diferente. [...] "The Look of Love" suena como una parte integral de la banda sonora — como si la voz de Madonna simplemente se hubiera superpuesto a uno de esos temas de fondo con sintetizadores que se usan para subrayar la evolución de un personaje en todas y cada una de las películas de los '80. [...] Pero, a diferencia de una balada, la sensación de fuego lento que da la canción resulta en cuatro minutos de melancolía poco intensa que nunca alcanza un punto culminante». J. Randy Taraborrelli, autor de Madonna: An Intimate Biography comentó que era una «balada exótica», y Don Shewey, de la revista Rolling Stone, dijo que es «tan evocadora que te deja pensando a dónde va tu vida».
Andrew Unterberger de Billboard la incluyó en el puesto 94 de las 100 mejores canciones de Madonna y mencionó que «su producción acuosa y la misteriosa melodía le dan un aire tétrico digno de esa inspiración [de James Stewart], una de las composiciones de bandas sonoras más cautivadoras de Madonna». En un ranking que clasificó todos los 78 sencillos de la cantante, Jude Rogers de The Guardian lo ubicó en la posición 63 y lo describió como «una marea ocasionalmente interesante de sonidos tropicales». En febrero de 2013, Matthew Rettenmund, autor de la Encyclopedia Madonnica, la eligió como la 130.ª mejor canción de la cantante en «La inmaculada percepción: cada canción de Madonna, de peor a mejor», una lista creada sobre las 221 pistas grabadas por la intérprete desde sus primeros comienzos en 1980 hasta ese entonces. Eric Henderson de Slant lo incluyó en el puesto 61 de sus mejores sencillos y opinó que «si [ella] escribió este sencillo europeo en parte como un homenaje al personaje de James Stewart en Rear Window, es imposible no desear que en su lugar hubiera optado por una cantarina oda a la madre de Norman Bates».

## Recepción comercial
En el Reino Unido, «The Look of Love» entró en la UK Singles Chart en el puesto número 15. La semana siguiente, avanzó hasta la novena posición de la lista, por lo que fue el primer sencillo de Madonna que no llegó al top cinco desde «Lucky Star» (1984); estuvo en la lista solo siete semanas. Según Official Charts Company, vendió 121 439 copias en el Reino Unido para agosto de 2008. En Alemania, debutó en el número 38 el 24 de enero de 1988 y se trasladó hasta el 34 la edición siguiente; estuvo presente solo siete semanas. En Irlanda, alcanzó su posición más alta en el seis, y en el resto de los mercados europeos ocupó los puestos 8 en los Países Bajos, 10 en Bélgica, 15 en Islandia, 20 en Suiza y 23 en Francia. Finalmente, en el ranking Eurochart Hot 100 Singles, elaborado por la revista Music & Media, se situó en el lugar 17.

## Presentación en vivo
Madonna interpretó la canción en la gira Who's That Girl World Tour (1987), como el séptimo número del repertorio. Durante la actuación, la cantante iba vestida con un pantalón de lamé dorado y un top sin mangas. Al finalizar la interpretación de «Causing a Commotion», las luces se centraban en ella; mientras sonaba la introducción de «The Look of Love», Madonna vagaba por el escenario y fingía que estaba perdida, al igual que su personaje Nikki, de ¿Quién es esa chica?, en una secuencia similar de la película. Después de finalizar la canción, pretendía caminar hacia adelante, mientras una cinta transportadora la llevaba hacia atrás y se la llevaba al final del escenario. La actuación figuró en los álbumes de vídeo Ciao Italia: Live from Italy y Who's That Girl? - Live In Japan.

## Lista de canciones y formatos
| 7"  |                                        |          |  |
| N.º | Título                                 | Duración |  |
| 1.  | «The Look of Love» (versión del álbum) | 4:01     |  |
| 2.  | «I Know It» (versión del álbum)        | 4:12     |  |

| 12" / CD (1995) |                                |          |  |
| N.º             | Título                         | Duración |  |
| 1.              | «The Look of Love»             | 4:01     |  |
| 2.              | «I Know It»                    | 4:12     |  |
| 3.              | «Love Don't Live Here Anymore» | 5:09     |  |

## Posicionamiento en listas
| País (Lista 1987–88)                  | Mejor posición |
| ------------------------------------- | -------------- |
| Alemania (Offizielle Deutsche Charts) | 34             |
| Bélgica Flandes (Ultratop 50 Singles) | 10             |
| Europa (Eurochart Hot 100 Singles)    | 17             |
| Francia (SNEP)                        | 23             |
| Irlanda (IRMA)                        | 6              |
| Islandia (RÚV)                        | 15             |
| Países Bajos (Single Top 100)         | 8              |
| Países Bajos (Dutch Top 40)           | 12             |
| Reino Unido (UK Singles Chart)        | 9              |
| Suiza (Schweizer Hitparade)           | 20             |

## Créditos y personal
- Madonna: voz, composición, producción.
- Patrick Leonard: composición, producción, mezcla.
- Shep Pettibone: mezcla, producción adicional.
- Junior Vasquez: ingeniería de mezcla, edición.
- Steve Peck: ingeniería de mezcla.
- Donna De Lory: coros.
- Niki Haris: coros.
- Alberto Tolot: fotografía.
- Sire, Warner Bros. Records: compañías discográficas.

Créditos adaptados de las notas de Who's That Girl.